# Charlie Murphy (acteur)
Pour les articles homonymes, voir Charlie Murphy et Murphy.
Charles Quinton Murphy, dit Charlie Murphy, né le 12 juillet 1959 à Brooklyn (État de New York) et mort le 12 avril 2017 à New York (État de New York), est un acteur, humoriste et écrivain américain.

## Biographie

### Carrière
Charlie Murphy est connu pour sa participation à l'émission télévisée humoristique Chappelle's Show.

### Décès
Il meurt le 12 avril 2017 à New-York d'une leucémie, à l'âge de 57 ans.

### Famille
Charlie Murphy est le frère aîné d'Eddie Murphy et le mari de Tisha Taylor Murphy de leur mariage en 1997 à sa mort en 2009, également à la suite d'un cancer.

## Filmographie
| Année | Titre original                          | Titre français        | Rôle                            | Notes                       |
| ----- | --------------------------------------- | --------------------- | ------------------------------- | --------------------------- |
| 1989  | Harlem Nights                           | Les Nuits de Harlem   | Jimmy                           |                             |
| 1990  | Mo' Better Blues                        | Mo' Better Blues      | Eggy                            |                             |
| 1991  | Jungle Fever                            | Jungle Fever          | Livin' Large                    |                             |
| 1993  | CB4                                     |                       | Gusto                           |                             |
| 1995  | Murder Was the Case: The Movie          | Murder Was the Case   | JC                              |                             |
| 1995  | Vampire in Brooklyn                     | Un vampire à Brooklyn | -                               | uniquement scénariste       |
| 1996  | The Pompatus of Love (en)               |                       | saxophoniste                    |                             |
| 1998  | The Players Club                        |                       | Brooklyn                        |                             |
| 1999  | Unconditional Love                      |                       | Detective                       |                             |
| 2003  | Death of a Dynasty                      | Death of a Dynasty    | Dick James/Dukey Man/Sock Head  |                             |
| 2005  | Lovesick                                |                       | Damian                          |                             |
| 2005  | King's Ransom                           | Un plan béton         | Herb Clarke                     |                             |
| 2005  | Roll Bounce                             |                       | Victor                          |                             |
| 2006  | Night at the Museum                     | La Nuit au musée      | Taxi Driver                     |                             |
| 2007  | Three Days to Vegas                     |                       | Andre                           |                             |
| 2007  | Mattie Fresno and the Holoflux Universe |                       | Griss                           |                             |
| 2007  | Norbit                                  | Norbit                | Lloyd                           | voix / également scénariste |
| 2007  | Unearthed                               |                       | Hank                            |                             |
| 2007  | Twisted Fortune                         |                       | Angel Robbins                   |                             |
| 2007  | Universal Remote                        |                       | Various                         |                             |
| 2007  | The Perfect Holiday                     |                       | J-Jizzy                         |                             |
| 2008  | Bar Starz                               |                       | Clay the Doorman/Arnie          |                             |
| 2008  | The Hustle                              |                       | Junior Walker                   |                             |
| 2009  | Frankenhood                             |                       | Franklin                        |                             |
| 2010  | Our Family Wedding                      |                       | T.J.                            |                             |
| 2010  | Freaknik: The Musical                   |                       | Al Sharpton                     |                             |
| 2010  | Lottery Ticket                          |                       | Semaj (James spelled backwards) |                             |
| 2011  | The Cookout 2                           |                       | Coach Ashmokeem                 | TV movie                    |
| 2012  | Moving Day                              |                       | Cedric                          |                             |

## Jeu vidéo
- 2004 - Grand Theft Auto: San Andreas - voix du personnage Jizzy B.